# Karl Heinrich Knödgen
Karl Heinrich Knödgen (* 5. November 1849 in Ransbach-Baumbach im Westerwaldkreis; † 14. Oktober 1920 ebenda) war ein deutscher Betriebsleiter in der Töpferei und Abgeordneter des Provinziallandtages der Provinz Hessen-Nassau.

## Leben
Knödgen war zunächst wie sein Vater und sein Bruder als Töpfer und Hersteller von Steinzeugrohren tätig und erhielt später eine Anstellung in der Ransbacher Mosaik- und Plattenfabrik, deren Betriebsdirektor und Prokurist er wurde.
Er nahm am Deutsch-Französischen Krieg 1870/1871 teil, war später kommunalpolitisch engagiert und wurde Mitglied des Kreistages des Unterwesterwaldkreises.
In seinem Heimatort war er Mitbegründer und Leiter der Freiwilligen Feuerwehr und hatte in den Jahren von 1907 bis 1918 (dabei war er bis 1910 Vertreter des Abgeordneten Adolf Schmidt) ein Mandat für den Nassauischen Kommunallandtag des preußischen Regierungsbezirks Wiesbaden bzw. für den Provinziallandtag der Provinz Hessen-Nassau, wo er Mitglied des Rechnungsprüfungs-, Beamten- und Eingabenausschusses war.
Knödgen gehörte zu den Gründern des Gesangvereins Frohsinn-Arion 1878 e.V. Ransbach-Baumbach, dessen Präsident und Dirigent er war.

### Familie
Am 12. April 1877 heiratete er in Ransbach Catharina Gelhard (1855–1941), mit der er sechs Söhne und drei Töchter hatte.